# Klaus Havenstein (Schauspieler)

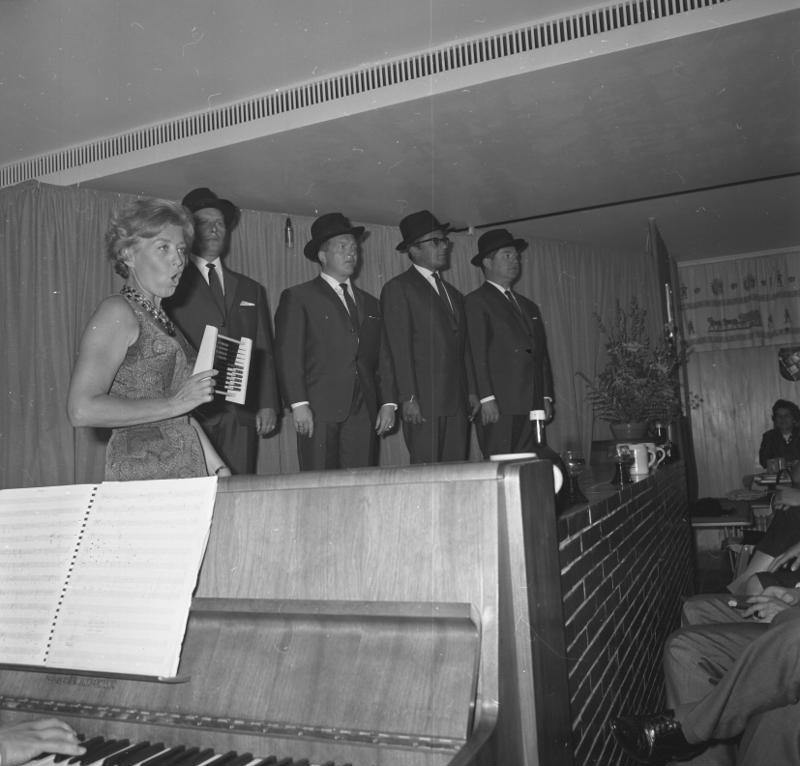
Klaus Havenstein (ganz rechts) 1964 bei einem Auftritt der Münchner Lach- und Schießgesellschaft

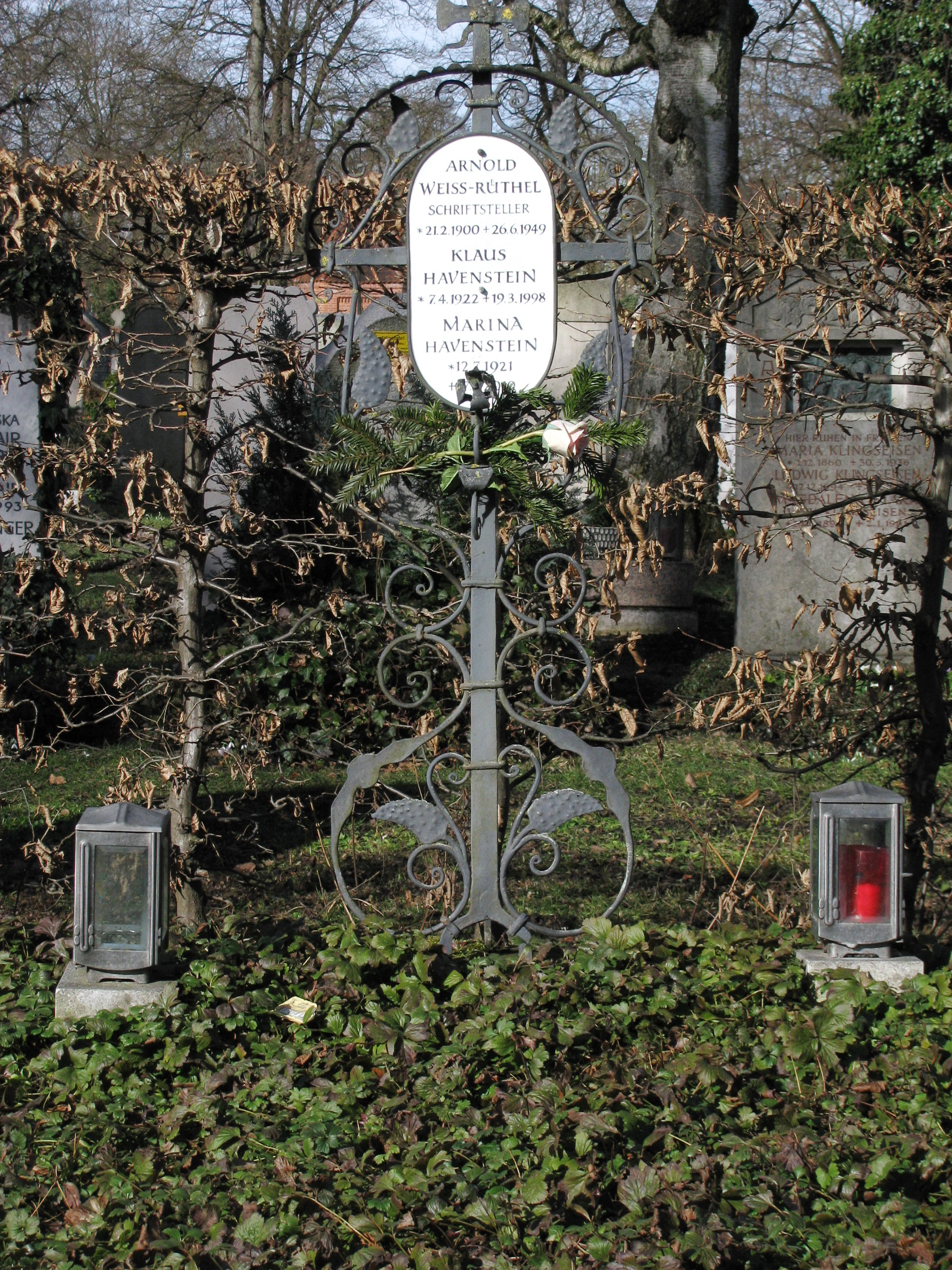
Grab von Klaus Havenstein

Klaus Havenstein (* 7. April 1922 in Wittenberge; † 19. März 1998 in München) war ein deutscher Schauspieler, Kabarettist, Moderator, Hörspiel- und Synchronsprecher.

## Privatleben
Havenstein wurde als Sohn des Lokomotivführers Otto Havenstein und dessen Ehefrau Marie in Wittenberge geboren. Schon bald nach seiner Geburt zog die Familie nach Harburg (seit 1937: Hamburg-Harburg), wo Otto Havenstein seinen beruflichen Aufstieg bei der Deutschen Reichsbahn fortsetzte und es bis zum Reichsbahnoberinspektor brachte.
Klaus Havenstein begann 1937 eine Lehre als Einzelhandelskaufmann in einem Lebensmittelgeschäft. Gegen den Willen seines Vaters nahm er bei einem Privatlehrer Schauspielunterricht. Zum 27. August 1939 trat er der SS bei. Zu Kriegsbeginn wurde er als Artillerist eingezogen. Er diente in der Leibstandarte SS Adolf Hitler und nahm am Frankreichfeldzug, an der Besetzung Griechenlands und am Krieg gegen die Sowjetunion teil. Zum 1. Juli 1943 wurde er zum SS-Oberscharführer befördert. Gegen Kriegsende geriet er in US-Kriegsgefangenschaft.
Klaus Havenstein war seit 1958 verheiratet. Am 19. März 1998 starb er 75-jährig in München an einem Herzinfarkt. Sein Grab befindet sich auf dem Münchner Nordfriedhof (Nr. 119-1-30).

## Werdegang

### Film, Fernsehen und Theater
1953 gab Klaus Havenstein unter der Regie von Walter Oehmichen und Hubert Schonger in dem Märchenfilm Die goldene Gans als Dummling Hans, der für seine Hilfsbereitschaft die titelgebende goldene Gans geschenkt bekommt, sein Filmdebüt. Viktor Tourjansky besetzte ihn 1955 als Leutnant Hakenstaller in der romantischen Komödie Königswalzer. 1956 war er neben Nora Minor als Schuster in Erich Koblers Kinderfilm Die Heinzelmännchen zu sehen. Ebenfalls ab 1956 gehörte Havenstein zu den Gründungsmitgliedern der Münchner Lach- und Schießgesellschaft. Mit Ursula Herking, Dieter Hildebrandt und Oliver Hassencamp prägte er in den 1950er und 1960er Jahren bissige und provozierende Unterhaltung. 1972 trennte sich das Ensemble.
Havenstein übernahm Gastrollen u. a. in den Fernsehserien Der Kommissar, Notarztwagen 7, Ein verrücktes Paar, Detektivbüro Roth, Großstadtrevier und Die Schwarzwaldklinik. Er war zudem Gast in verschiedenen Fernsehsendungen, wie Rudis Tagesshow mit Rudi Carrell. Von 1990 bis 1992 war Havenstein Intendant der Burgfestspiele Bad Vilbel, wo ihm heute der zu den Festspielen führende Klaus-Havenstein-Weg gewidmet ist.

### Synchronisation und Moderation
Bei der deutschen Synchronisation des Affenkönigs „King Louie“ in der 1967 erschienenen Walt-Disney-Verfilmung des Dschungelbuchs übernahm Havenstein sowohl den Sprech- als auch den Gesangspart und lieh dabei dem US-amerikanischen Entertainer Louis Prima seine Stimme. Daneben synchronisierte er unter anderen Michel Galabru (Der Gendarm von St. Tropez), Gene Hackman (Frankenstein Junior), Jack Lemmon (Keine Zeit für Heldentum), Alberto Sordi (Vitelloni) und Peter Ustinov.
Havenstein moderierte Kindersendungen wie Sport-Spiel-Spannung. 1984 führte er durch die Sendung Walt Disney’s fröhliche Weihnachten. Er begann eine lange andauernde Zusammenarbeit mit dem Bayerischen Rundfunk. In 46 Jahren produzierte er für den Bayerischen Rundfunk rund 3000 Sendungen, so gestaltete er die Hörfunk-Kinderserie Jeremias Schrumpelhut von Wolf-Dieter von Tippelskirch, in der er alle 50 Rollen selbst sprach. 1996 schied Havenstein als Moderator beim Hörfunk aus.

## Filmografie

### Als Schauspieler
- 1953: Die goldene Gans
- 1955: Königswalzer
- 1956: Die Heinzelmännchen
- 1958: Mit Eva fing die Sünde an
- 1959: Das schöne Abenteuer
- 1959: Menschen im Netz
- 1959: Ein Mann geht durch die Wand
- 1960: Ein Weihnachtslied in Prosa oder Eine Geistergeschichte zum Christfest
- 1960: Immer will ich dir gehören
- 1960: Sturm im Wasserglas
- 1962: Schneewittchen und die sieben Gaukler
- 1962: Streichquartett
- 1966: Zwei Girls vom Roten Stern
- 1970: Something for Everyone
- 1973: Paganini
- 1973: Lokaltermin (Fernsehserie, Folge Mildernde Umstände)
- 1975: Der Kommissar (Fernsehserie, Folge Die Kusine)
- 1976: Die Generalprobe
- 1977: Notarztwagen 7 (Fernsehserie, Folge Selbst ist der Mann)
- 1980: Ein verrücktes Paar (Fernsehserie, Staffel 1, Folge 9)
- 1981: Rudis Tagesshow
- 1982: Im Dschungel ist der Teufel los
- 1984: Walt Disney’s fröhliche Weihnachten
- 1986: Detektivbüro Roth (Fernsehserie, Folge Der falsche Neffe)
- 1987: Großstadtrevier (Fernsehserie, Folge Robin Hood)
- 1987: Die Schwarzwaldklinik (Fernsehserie, Folge Besuch aus Kanada)

### Als Synchronsprecher
- 1955: Keine Zeit für Heldentum als Frank Thurlowe Pulver für Jack Lemmon
- 1964: Der Gendarm von St. Tropez als Jérôme Gerber für Michel Galabru
- 1967: Das Dschungelbuch als King Louie für Louis Prima
- 1968: Ein toller Käfer als Tennessee „Teddy“ Steinmetz für Buddy Hackett
- 1969: Die Konferenz der Tiere (Zeichentrick) als Erzähler
- 1970: Aristocats als Swingy für Scatman Crothers
- 1972: Willi wird das Kind schon schaukeln[7][8][9]
- 1974: Extrablatt als 'Der ehrenwerte Pete' Hartmann für Vincent Gardenia
- 1974: Frankenstein Junior als blinder Einsiedler Harold für Gene Hackman
- 1988: Oliver & Co. als Fagin für Dom DeLuise
- 1992: Das kleine Gespenst (Zeichentrick) als Reporter

## Hörspiele
- 1951: In der 25. Stunde – Regie: Hanns Cremer
- 1952: Der Sängerkrieg der Heidehasen – Regie: Hanns Cremer
- 1956: Onkels Birnbaum oder Hier passiert ja nie etwas – Regie: Hellmuth Kirchammer
- 1956: Die Kameliendame – Regie: Walter Ohm
- 1957: Der Mann im Keller – Regie: Fritz Benscher
- 1957: Die Ballade vom halben Jahrhundert – Regie: Heinz-Günter Stamm
- 1957: Der Barometermacher auf der Zauberinsel – Regie: Karl Bogner
- 1958: Junger Herr für Jenny – Regie: Willy Purucker
- 1958: Mr. Popple greift in die Tasche – Regie: Walter Netzsch
- 1958: Täter gesucht! – Mitautor und Regie: Fritz Benscher
- 1958: Lauter Engel um Monsieur Jacques – Regie: Heinz-Günter Stamm
- 1958: Onkel Buonaparte – Regie: Willy Purucker
- 1959: Neues von Dickie Dick Dickens! (1) – Regie: Walter Netzsch
- 1959: Das Lied von Bernadette – Regie: Heinz-Günter Stamm
- 1959: Das Tagebuch der französischen Bürgerin Désirée Clary – Regie: Heinz-Günter Stamm
- 1959: Madame Aurélie oder Die Frau des Bäckers – Regie: Heinz-Günter Stamm
- 1960: Rosamunde oder Der Lebenslauf eines Klaviers – Regie: August Everding
- 1960: Prinz Kuckuck und die Eleganz – Regie: Emil Schölderle
- 1960: Es geschah am 1. April – Mitautor und Regie: Walter Netzsch
- 1960: Dickie Dick Dickens – wieder im Lande (3. Staffel) – Regie: Walter Netzsch
- 1960: Peter Voss, der Millionendieb – Regie: Heinz-Günter Stamm
- 1960: Die Beiden aus Verona – Regie: Hans Dieter Schwarze
- 1960: Klein Dorrit – Regie: Heinz-Günter Stamm
- 1962: Grieminahles – Autor und Regie: Walter Netzsch
- 1963: Tante Flora – Regie: Jan Alverdes
- 1963: Party-Sorgen – Regie: Sammy Drechsel
- 1963: Inspektor Hornleigh (3. Staffel) – Regie: Walter Netzsch
- 1964: Der Mittelstürmer starb im Morgenlicht – Regie: Werner Hausmann
- 1965: Strandläufer – Regie: Hans Dieter Schwarze
- 1968: Was sagen Sie zu Erwin Mauss? – Regie: Paul Pörtner
- 1968: Die friedliche Insel – Regie: Walter Netzsch
- 1982: Die Experten; 7. Episode: Wo bleibt Wannamaker? – Regie: Walter Netzsch
- 1986: Der 29. Februar (von Günter Eich) – Regie: Werner Simon
- 1986: Streng vertraulich – Regie: Alexander Malachovsky
- 1987: Die Brücke am Lipper Ley – Regie: Günther Sauer
- 1987: Krille-Clown – Regie: Werner Simon
- 1990: GROSSE AUGENBLICKE oder OBSKUR IST ALLES ODER NICHTS – Regie: Heinz Hostnig
- 1998: Don Quixote (Sechsteiler) – Autor und Regie: Walter Wippersberg
- 1996: Die Geschichte von vier Kindern, die um die Welt segelten – Regie: Otto Düben
- 1997: Weihnachten auf freier Strecke – Regie: Eva Demmelhuber